# Rimsdorf
Ne doit pas être confondu avec Rinsdorf.
Rimsdorf [ʁimsdɔʁf]  est une commune française située dans la circonscription administrative du Bas-Rhin et, depuis le 1er janvier 2021, dans le territoire de la Collectivité européenne d'Alsace, en région Grand Est.
Cette commune se trouve dans la région historique et culturelle d'Alsace.

## Géographie
La commune est située dans la région naturelle de l'Alsace Bossue, à proximité de la sortie  43 de l'autoroute A4.

La superficie de Rimsdorf est de 607 hectares (6,07 km2) avec une altitude minimum de 225 mètres et un maximum de 352 mètres.
|             | Domfessel |                |
| Sarre-Union | Rimsdorf  | Mackwiller     |
| Sarrewerden | Burbach   | Thal-Drulingen |

### Écarts et lieux-dits
- Buscherhof, au bord de la route D 1061 reliant Phalsbourg à Sarrebruck.
- Bannholzmuehle, moulin à farine puis ferme, classé aux patrimoines de France[1], située sur le Metzlachgraben.
- Zone industrielle Metzweiher, incluant notamment Jus de Fruit d'Alsace.
- Stelzhof, également au bord de la route D 1061.

### Hydrographie
La commune est dans le bassin versant du Rhin au sein du bassin Rhin-Meuse. Elle est drainée par le ruisseau Hoellgraben et le ruisseau le Metzlachgraben,.

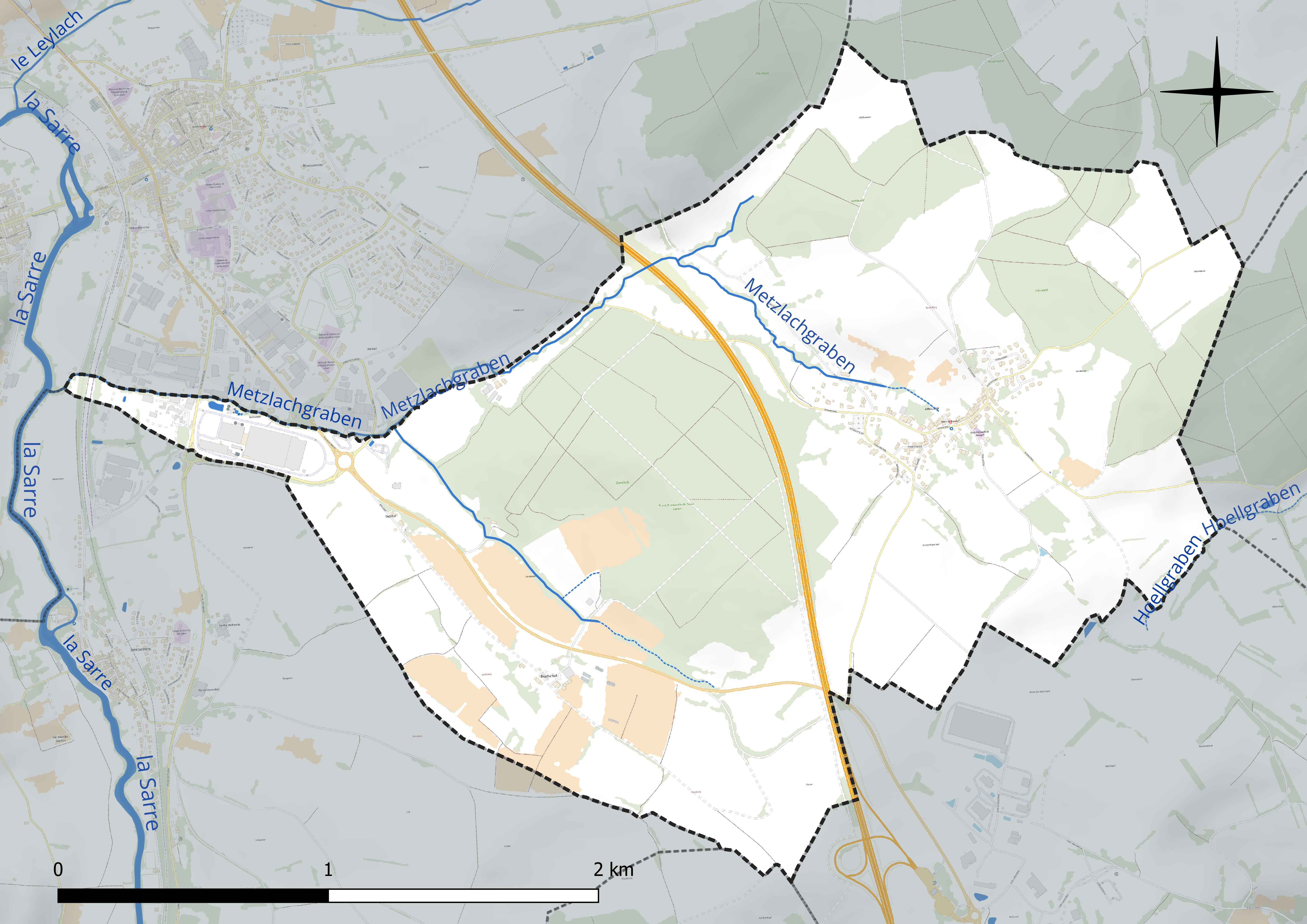
Réseau hydrographique de Rimsdorf.

### Climat
Pour des articles plus généraux, voir Climat du Grand Est et Climat du Bas-Rhin.
En 2010, le climat de la commune est de type climat des marges montargnardes, selon une étude du Centre national de la recherche scientifique s'appuyant sur une série de données couvrant la période 1971-2000. En 2020, Météo-France publie une typologie des climats de la France métropolitaine dans laquelle la commune est exposée à un climat semi-continental et est dans la région climatique  Vosges, caractérisée par une pluviométrie très élevée (1 500 à 2 000 mm/an) en toutes saisons et un hiver rude (moins de 1 °C). 
Pour la période 1971-2000, la température annuelle moyenne est de 9,5 °C, avec une amplitude thermique annuelle de 17,2 °C. Le cumul annuel moyen de précipitations est de 957 mm, avec 12,3 jours de précipitations en janvier et 10,4 jours en juillet. Pour la période 1991-2020, la température moyenne annuelle observée sur la station météorologique de Météo-France la plus proche, « Berg », sur la commune de Berg à 4 km à vol d'oiseau, est de 10,4 °C et le cumul annuel moyen de précipitations est de 801,8 mm. 
La température maximale relevée sur cette station est de 37,4 °C, atteinte le 25 juillet 2019 ; la température minimale est de −16,8 °C, atteinte le 7 février 2012,,. 
Les paramètres climatiques de la commune ont été estimés pour le milieu du siècle (2041-2070) selon différents scénarios d'émission de gaz à effet de serre à partir des nouvelles projections climatiques de référence DRIAS-2020. Ils sont consultables sur un site dédié publié par Météo-France en novembre 2022.

## Urbanisme

### Typologie
Au 1er janvier 2024, Rimsdorf est catégorisée commune rurale à habitat dispersé, selon la nouvelle grille communale de densité à sept niveaux définie par l'Insee en 2022.
Elle est située hors unité urbaine. Par ailleurs la commune fait partie de l'aire d'attraction de Sarre-Union, dont elle est une commune de la couronne,. Cette aire, qui regroupe 12 communes, est catégorisée dans les aires de moins de 50 000 habitants,.

### Occupation des sols
L'occupation des sols de la commune, telle qu'elle ressort de la base de données européenne d’occupation biophysique des sols Corine Land Cover (CLC), est marquée par l'importance des territoires agricoles (65,2 % en 2018), en diminution par rapport à 1990 (67,1 %). La répartition détaillée en 2018 est la suivante : prairies (43,9 %), forêts (27,7 %), terres arables (13 %), zones agricoles hétérogènes (8,3 %), zones urbanisées (4,7 %), zones industrielles ou commerciales et réseaux de communication (2,4 %), cultures permanentes (0,1 %). L'évolution de l’occupation des sols de la commune et de ses infrastructures peut être observée sur les différentes représentations cartographiques du territoire : la carte de Cassini (XVIIIe siècle), la carte d'état-major (1820-1866) et les cartes ou photos aériennes de l'IGN pour la période actuelle (1950 à aujourd'hui).

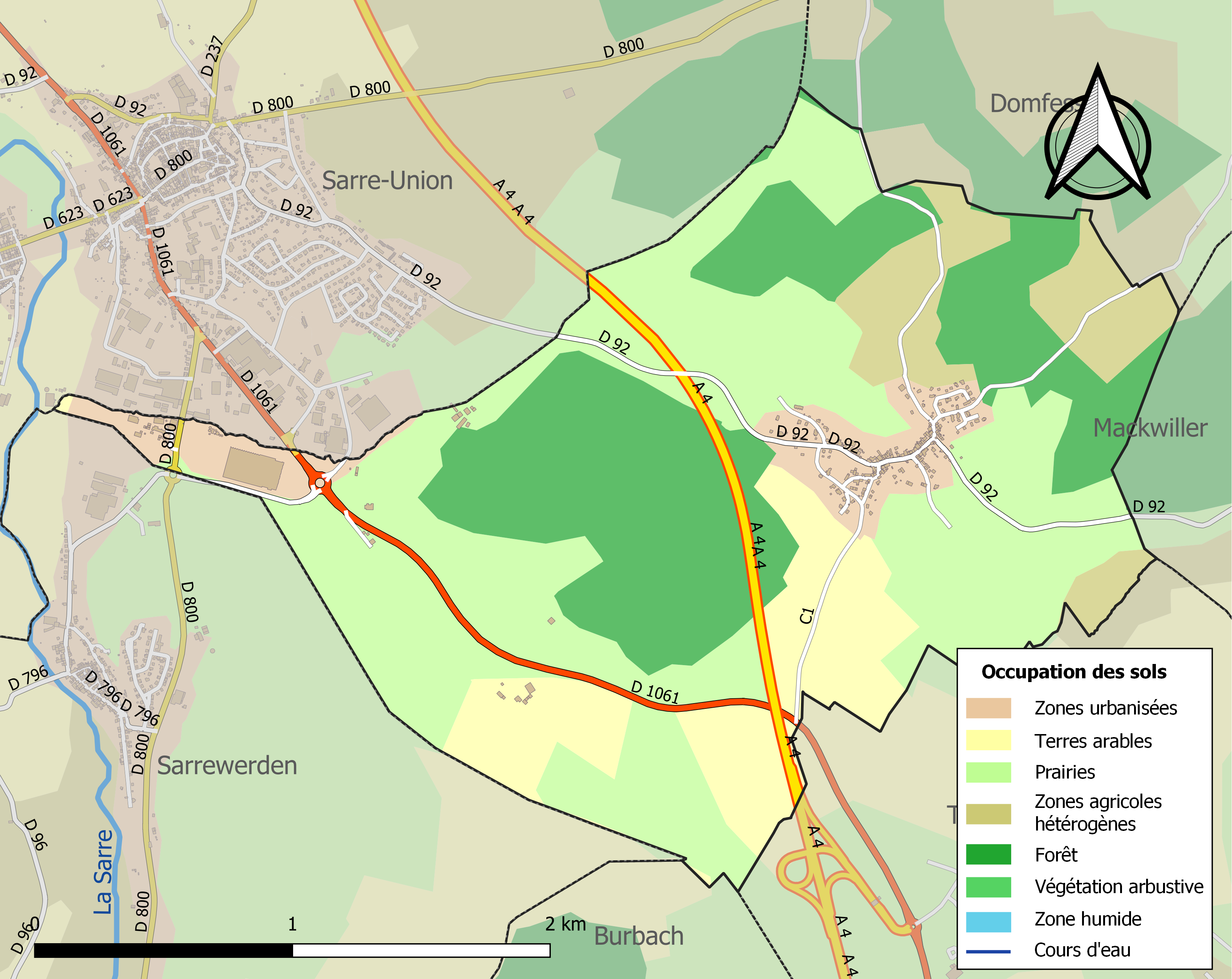
Carte des infrastructures et de l'occupation des sols de la commune en 2018 (CLC).

## Toponymie
- Villa Rimoni (712), Remunewilare (713), Rimunevillare (715), Rimovilare (807), Rimsdorff (1793).
- En francique rhénan : Rímstroff[15], Rímschdroff. En allemand : Rimsdorf.

## Histoire
- L’histoire du village remonte à l’époque romaine. Des sépultures mérovingiennes ont été trouvées dans la forêt du Bannholz en mai 1891. Les tombes construites en pierre avec couvercle voûtés contenaient encore des restes de squelette et un petit poignard dans l'une d'entre elles.
- Rimsdorf appartenait aux comtes de Sarrewerden, puis au Nassau-Weilburg (1745-1789).
- En 1789, la commune appartenait à la principauté de Nassau Weilbourg (comté de Sarrewerden)[16], puis fut rattaché à la France en 1793.
- L'ancienne localité du nom de Busch se situait sur la ban de la commune, disparue après 1350. C'est également le cas de la localité du nom de Desslingen (ou Tesslingen) disparue a une date inconnue.

## Héraldique
| Blason de Rimsdorf | Blason  | D'azur au piège à loup d'argent posé en bande. |
| Blason de Rimsdorf | Détails |                                                |

## Politique et administration
| Période                                  | Période       | Identité         | Étiquette | Qualité |
| ---------------------------------------- | ------------- | ---------------- | --------- | ------- |
| mars 2001                                | décembre 2015 | Gilbert Haehnel  |           |         |
| Les données manquantes sont à compléter. |               |                  |           |         |
| mai 2020                                 | décembre 2015 | Didier Engelmann |           |         |
| Les données manquantes sont à compléter. |               |                  |           |         |

## Démographie
L'évolution du nombre d'habitants est connue à travers les recensements de la population effectués dans la commune depuis 1793. Pour les communes de moins de 10 000 habitants, une enquête de recensement portant sur toute la population est réalisée tous les cinq ans, les populations de référence des années intermédiaires étant quant à elles estimées par interpolation ou extrapolation. Pour la commune, le premier recensement exhaustif entrant dans le cadre du nouveau dispositif a été réalisé en 2007.

En 2022, la commune comptait 294 habitants, en évolution de −5,47 % par rapport à 2016 (Bas-Rhin : +3,17 %, France hors Mayotte : +2,11 %).
| 1793 | 1800 | 1806 | 1821 | 1831 | 1836 | 1841 | 1846 | 1851 |
| ---- | ---- | ---- | ---- | ---- | ---- | ---- | ---- | ---- |
| 216  | 170  | 218  | 323  | 335  | 379  | 379  | 385  | 387  |

| 1856 | 1861 | 1866 | 1871 | 1875 | 1880 | 1885 | 1890 | 1895 |
| ---- | ---- | ---- | ---- | ---- | ---- | ---- | ---- | ---- |
| 349  | 333  | 345  | 351  | 353  | 329  | 292  | 291  | 306  |

| 1900 | 1905 | 1910 | 1921 | 1926 | 1931 | 1936 | 1946 | 1954 |
| ---- | ---- | ---- | ---- | ---- | ---- | ---- | ---- | ---- |
| 283  | 251  | 262  | 270  | 258  | 249  | 240  | 227  | 261  |

| 1962 | 1968 | 1975 | 1982 | 1990 | 1999 | 2006 | 2007 | 2012 |
| ---- | ---- | ---- | ---- | ---- | ---- | ---- | ---- | ---- |
| 256  | 249  | 230  | 253  | 251  | 258  | 262  | 262  | 314  |

| 2017 | 2022 | - | - | - | - | - | - | - |
| ---- | ---- | - | - | - | - | - | - | - |
| 308  | 294  | - | - | - | - | - | - | - |

## Économie
- Le groupe Eckes Granini a son siège social à Rimsdorf.

## Lieux et monuments
- École élémentaire publique Ets Prot.
- Rimsdorf est l'une des quelque 50 localités d'Alsace dotées d'une église simultanée[21].
- Sur le territoire de Rimsdorf se trouve un chêne pédonculé remarquable[22].